# ザ・スピリット (宝塚歌劇)
『ザ・スピリット』は宝塚歌劇団の舞台作品。花組公演。
宝塚の併演作品は『友よこの胸に熱き涙を』、名古屋は『花小袖』。

## 解説
※『宝塚歌劇100年史（舞台編）』の宝塚大劇場公演のページを参照
日本語で霊、魂、精神、気力、意気といった意味を持つ「スピリット」に、この作品では物の精、つまり妖精の意味も含む。文字、貨幣、果物、音楽などの妖精たちが登場人物である。
この作品より順みつきが松あきらと共に花組のトップスターとなる。
ピアノの鍵盤の場面では、かつて高木史朗が、シャンソン・レビューで作った様式を再構成した。

## 公演期間と公演場所
- 1980年11月14日 - 12月21日[2]　宝塚大劇場
- （東京宝塚劇場未公演）
- 1981年2月7日 - 2月16日[3]　名古屋・中日劇場

## 宝塚大劇場公演のデータ
形式名は「グランド・ショー」。18場。

### スタッフ（宝塚大劇場）
- 作・演出：小原弘稔[2]
- 作曲[4]・編曲[4]：吉崎憲治、南安雄、高橋城
- 編曲：橋本和明[4]
- 音楽指揮：十時一夫[4]
- 振付[4]：羽山紀代美、山田卓、アキコ・カンダ
- 装置[4]：石浜日出雄、関谷敏昭
- 衣装：任田幾英[4]
- 照明：今井直次[5]
- 音響：松永浩志[5]
- 小道具：万波一重[5]
- 効果：坂上勲[5]
- 合唱指導：橋本和明[5]
- 演出補[5]：太田哲則、三木章雄
- 演出助手：小池修一郎[5]
- 制作：内山信一[5]
- ヘア・デザイン：和田好弘[5]